# Chirotica bruchii
Chirotica bruchii là một loài tò vò trong họ Ichneumonidae.